# فرانك مارشال
فرانك جيمس مارشال (بالإنجليزية: Frank James Marshall)‏ (نيويورك، 10 أوت 1877 - جيرسي سيتي 11 نوفمبر 1944) لاعب شطرنج أمريكي وبطل الولايات المتحدة من 1909 حتى 1936 وكـان أحـد أقوى اللاعبين في القرن العشرين، فاز بأربع ميداليات ذهبية جماعية وميدالية ذهبية فردية في أولمبياد الشطرنج من 1931 حتى 1937.

## كتابه
صدر له كتاب باللغة النجليزية بعنوان:
- فرانك مارشال: أعوامي الخمسين في الشطرنج، استعراض للشطرنج (ديفيد ماكراي) نيويورك 1942، وأعيد طبعه في 2002 (ISBN 1-84382-053-6).

## روابط خارجية
- فرانك مارشال على موقع مباريات الشطرنج (الإنجليزية)
- فرانك مارشال على موقع 365Chess.com (الإنجليزية)
- فرانك مارشال على موقع Chesstempo.com (الإنجليزية)
- فرانك مارشال سجل أولمبياد الشطرنج على موقع OlimpBase.org (الإنجليزية)